# Ronda Rousey
Ronda Jean Rousey (Riverside, Kalifornia, 1987. február 1. –) amerikai származású vegyes harcművész és színész. 
Első filmbeli szerepe a 2014-es – The Expendables – A feláldozhatók 3. volt, ezt követően a Halálos iramban 7.-ben tűnt fel.
Jelenleg a világ vezető profi pankrációs szervezetének a WWE-nek a tagja. Korábban az UFC-ben harcolt, emellett még számos figyelemre méltó eredményt ért el dzsúdó és vegyes harcművészetek területén.

## Fiatalkora
Családja angol, lengyel, trinidadi és venezuelai gyökerekkel bír. 17 éves volt 2004-ben, amikor kvalifikálta magát a nyári olimpiai játékokra Athénba, ezzel ő lett az olimpia legfiatalabb olimpikonja. Szintén ebben az évben elkönyvelhette első igazán komoly sikerét Budapesten, a junior dzsúdó-világbajnokságon aranyérmet szerzett. Két évvel később 2006-ban Nagy-Britanniában a dzsúdóvilágkupán nyert aranyérmet. Szintén ebben az évben bronzérmet nyert a junior világbajnokságon. 2007-ben a dzsúdó-világbajnokságon ezüstérmet szerzett, majd nem sokkal később a pánamerikai játékokon lett gazdagabb egy bronzéremmel.
2008-ban részt vett a pekingi olimpián. A negyeddöntőben vereséget szenvedett a korábbi világbajnok a holland Edith Bosch ellenében, azonban a bronzmérkőzésre sikerült magát kvalifikálnia. A bronzmérkőzés már nem okozott számára gondot, ahol a német Anett Böhm volt az ellenfele.

## Pályafutása

### MMA (2010-2012)
2010. augusztus 6-án debütált az MMA szervezetnél. Legyőzte Hayden Munozt az Armhebel nevű fogásnak köszönhetően. 2011-ben legyőzte Taylor Startfordot.
Profi bemutatkozása 2011. március 17-én volt Edina Gomes ellen. Ezt követően további győzelmek következtek számára többek között Charmaien Tweet és Julia Budd ellen. 2012-ben megnyerte a Strikeforce bajnoki övet, legyőzve Miesha Tatet. A címet sikeresen megvédte 2012. augusztus 18-án .

### UFC (2012-2016)
2012 végén kötött szerződést az UFC szervezetével. 2012.december.6-án kezdődött Rousey első bajnoki uralkodása a szervezetnél amely 2015.november.15-én ért véget. Holly Holm az UFC 193 gálán KO győzelmet aratott, Rousey ezzel a második vereségét szenvedte el. A 2016 decemberében elszenvedett veresége Amanda Nunes ellen Rousey UFC karrierjének a végét jelentette.

### Pankrátor

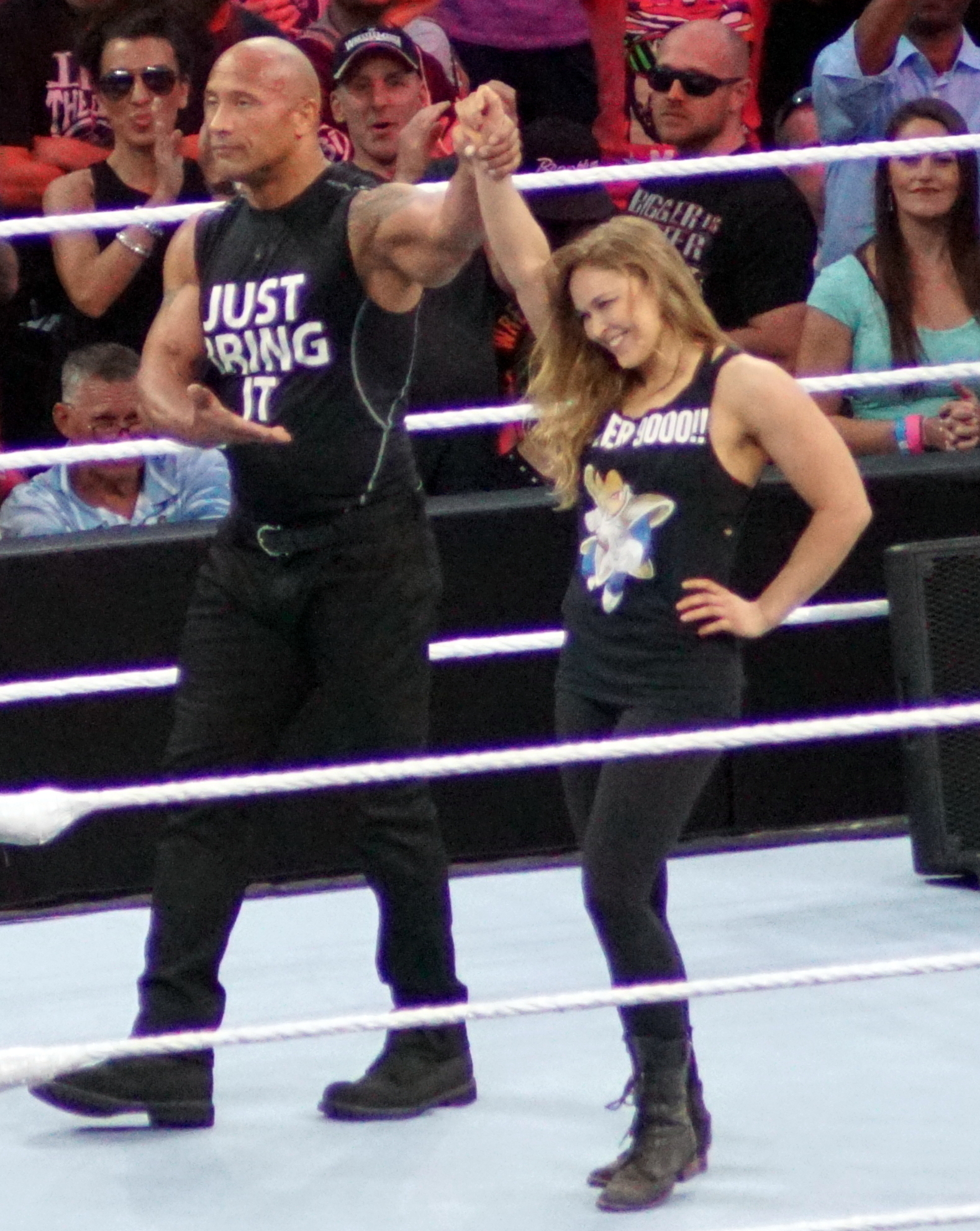

Ronda Rousey először a WWE-ben 2015-ben jelent meg The Rock oldalán a WrestleMania 31 rendezvényen ahol Triple H és Stephani McMahon ellen vett részt egy szegmensben . Már ekkor is felkeltette az érdeklődését a pankráció azonban a váltásra míg egy ideig várni kellett. Később az UFC -ben beválasztották a legendák csarnokába.
2018-ban a Royal Rumble rendezvényen meglepve mindenki legnagyobb meglepetésére a szervezet bejelentette Rousey szerződtetését. A Raw csapatába került , a debütálására a ringben a WrestleMania 34 keretein belül került sor. Ahol egy Mixed Tag Team-Match keretén belül Kurt Angel társaként  legyőzték Tripl H és Stephanie McMahon csapatát.
Első egyéni címére itt sem kellett sokat várni hiszen 2018 nyarán Alexa Blisst legyőzve megszerezte a RAW Women’s Champions címet. Amit több mint 7 hónapig sikerült megtartania ,de a WrestleMania 35-ön a bíró nem vette észre, hogy Ronda vállai nem érintkeznek a földdel,ezért Becky Lynch nyerte el tőle az övet.

## Filmográfia

### Film

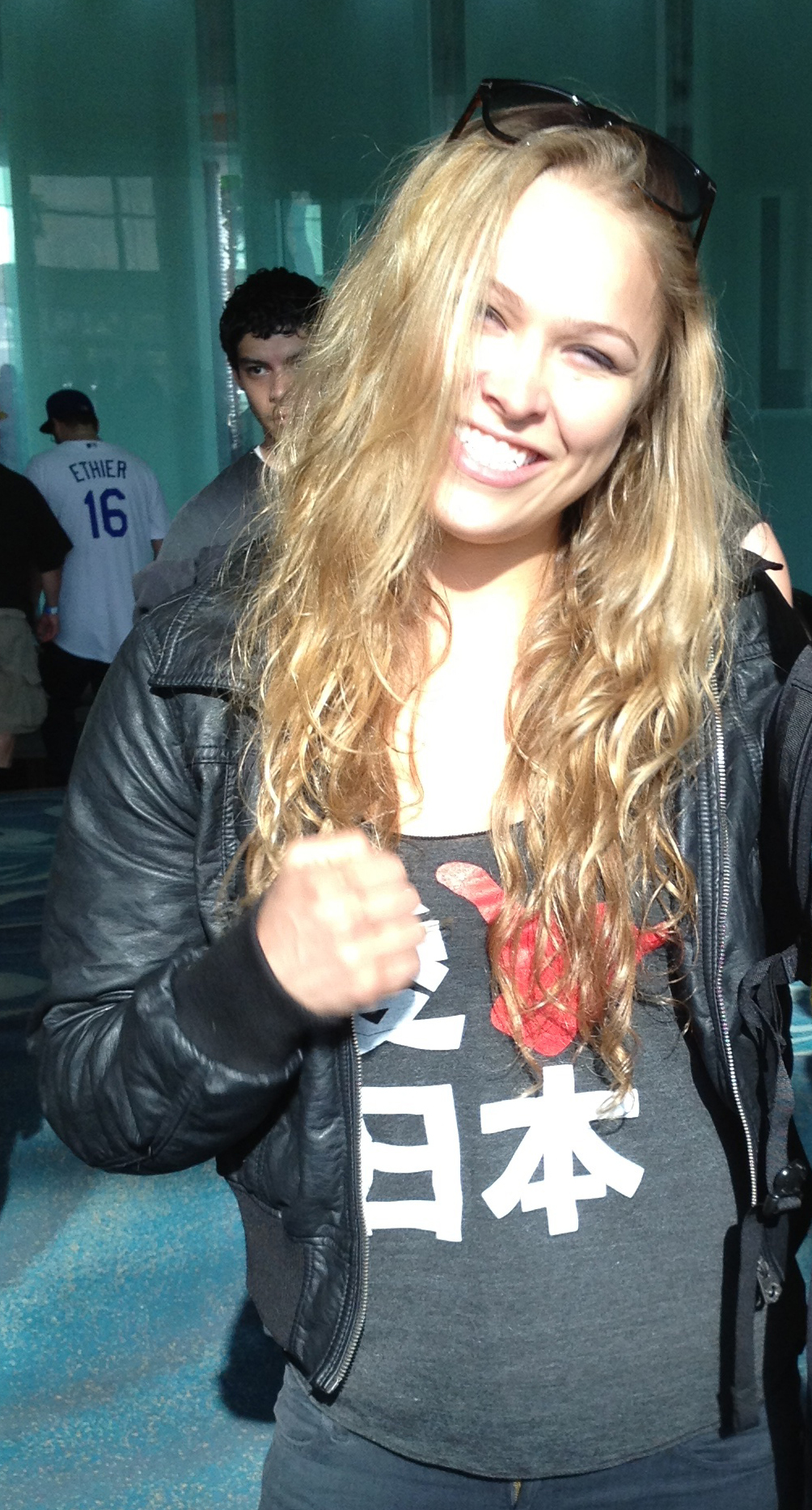
2012-ben

| Év   | Magyar cím                           | Eredeti cím       | Szerep      | Magyar hang | Rendező         |
| ---- | ------------------------------------ | ----------------- | ----------- | ----------- | --------------- |
| 2014 | The Expendables – A feláldozhatók 3. | The Expendables 3 | Luna        | Peller Anna | Patrick Hughes  |
| 2015 | Halálos iramban 7.                   | Furious 7         | Kara        | Pálmai Anna | James Wan       |
| 2015 | Törtetők                             | Entourage         | önmaga      | Pálmai Anna | Doug Ellin      |
| 2018 | 22 mérföld                           | 22 Mile           | Sam Snow    | Peller Anna | Peter Berg      |
| 2019 | Charlie angyalai                     | Charlie's Angels  | Harc oktató | Peller Anna | Elizabeth Banks |

### Televízió
| Év   | Magyar cím        | Eredeti cím            | Szerep          | Megjegyzés                                               |
| ---- | ----------------- | ---------------------- | --------------- | -------------------------------------------------------- |
| 2011 |                   | Honoo-no Taiiku-kai TV | Önmaga          |                                                          |
| 2016 | Tömény történelem | Drunk History          | Gallus Mag      | Epizód: "Scoundrels"                                     |
| 2017 | Rejtjelek         | Blindspot              | Devon Penberthy | Epizód: "In Words, Drown I"                              |
| 2019 | 911 L.A.          | 9-1-1                  | Lena Bosko      | Epizód: "Sink or Swim" - "Malfunction"                   |
| 2019 |                   | Total Divas            | Önmaga          |                                                          |
| 2020 |                   | Game On!               | Önmaga          | Epizód: "Celebrity Guests: Demi Lovato and Ronda Rousey" |

## Fordítás
Ez a szócikk részben vagy egészben  a   Ronda_Rousey című angol Wikipédia-szócikk fordításán alapul.  Az eredeti cikk szerkesztőit annak laptörténete sorolja fel. Ez a jelzés csupán a megfogalmazás eredetét és a szerzői jogokat jelzi, nem szolgál a cikkben szereplő információk forrásmegjelöléseként.